# Gonatocerus mazzinini
Gonatocerus mazzinini är en stekelart som beskrevs av Girault 1913. Gonatocerus mazzinini ingår i släktet Gonatocerus och familjen dvärgsteklar. Inga underarter finns listade i Catalogue of Life.